# El Progreso, Hidalgo
El Progreso är en ort i Mexiko.   Den ligger i kommunen Tenango de Doria och delstaten Hidalgo, i den sydöstra delen av landet, 150 km nordost om huvudstaden Mexico City. El Progreso ligger 992 meter över havet och antalet invånare är 329.
Terrängen runt El Progreso är bergig åt sydväst, men åt nordost är den kuperad. Runt El Progreso är det ganska tätbefolkat, med 192 invånare per kvadratkilometer. Närmaste större samhälle är Xicotepec de Juárez, 19,5 km sydost om El Progreso. Omgivningarna runt El Progreso är en mosaik av jordbruksmark och naturlig växtlighet.